# 石原章弘
石原 章弘（いしはら あきひろ）は日本のコンピュータゲームクリエイター（ゲームデザイナー、ディレクター、プロデューサー）。グッドスマイルカンパニー所属。元バンダイナムコエンターテインメント（1996年-2016年）、Cygames（2016年-2019年）。

## 経歴
1996年に企画としてナムコ（在籍中にバンダイナムコゲームス、バンダイナムコエンターテインメントに社名変更）に入社。学生時代はゲームセンターの常連利用者で、ナムコは自身にとって憧れの会社だったため就職活動中に記念として受けたところ採用されたと語る。同期の企画担当者にはミュージシャンの中塚武がいる。
入社から最初の10年間はアーケードの開発部門に在籍し、『ジャンピンググルーヴ』、『ガンサバイバー2 バイオハザード CODE：Veronica』、『青春クイズカラフルハイスクール』などの開発に携わる。
2005年に稼働を開始した『THE IDOLM@STER』でディレクターを務める。同作は『ドラゴンクロニクル』で使用されたリライタブルカードとタッチパネルを使う特殊筐体を流用する新作アーケードゲームとして開発が進められた。複数のディレクターがいたことから、その筆頭である石原は「ディレ1」の通称で知られるようになる。『アイドルマスター』を家庭用ゲーム機に移植するにあたり、コンシューマーゲームの開発部門に異動。10年以上にわたりアイドルマスターシリーズの総合ディレクターを務めた。2016年1月31日にバンダイナムコエンターテインメントを退社
2016年にCygamesに入社。同社とはバンダイナムコエンターテインメント在籍時に『アイドルマスター シンデレラガールズ』を共同で開発していたという縁があった。『ウマ娘 プリティーダービー』プロジェクトのコンテンツプロデューサーに就任し、2018年に放映された同作のTVアニメではシリーズ構成も手掛けた。ゲームアプリ（2021年2月配信開始）リリース前の2019年4月をもってCygamesを退職、ウマ娘コンテンツプロデューサーも退任した。
2020年7月にバンダイナムコエンターテインメントの運営するWebサイトに掲載されたインタビュー記事のなかでグッドスマイルカンパニー所属であることが明らかになった。